# Zambia Wildlife Authority
Zambia Wildlife Authority (zkratka ZAWA) je samostatná organizace zambijské vlády založená za účelem správy a ochrany zambijské přírody. Organizace spravuje 20 národních parků, 36 loveckých oblastí a jednu ptačí oblast. Chráněná území pokrývají 31 % plochy Zambie.

## Historie
Organizace Zambia Wildlife Authority byla založena roku 1999 zákonem o přírodě (Zambia Wildlife Act) a nahradila tak dřívější oddělení národních parků a přírody (Department of National Parks and Wildlife Service).
Roku 2015 bylo oznámeno, že Zambia Wildlife Authority by mohla být zrušena a její kompetence by získalo Ministerstvo turismu a umění Zambie.